# Meusnier Point
Der Meusnier Point ist eine Landspitze an der Danco-Küste des westantarktischen Grahamlands. Sie liegt als westlicher Ausläufer der Eurydike-Halbinsel 6 km südöstlich des Portal Point am Ufer der Charlotte Bay.
Teilnehmer der Belgica-Expedition (1897–1899) des belgischen Polarforschers Adrien de Gerlache de Gomery kartierten sie. Das UK Antarctic Place-Names Committee benannte sie 1960 nach dem französischen Ingenieur und General Jean-Baptiste Meusnier de la Place (1754–1793), der 1784 Pläne zum Bau des ersten steuerbaren Prallluftschiffs entwickelt hatte.